# Rede de cerco
Uma rede de cerco é um tipo de aparelho para pescar cercando o cardume de peixes. É basicamente uma rede de emalhar que possui argolas na linha de fundo, por onde passa um cabo que permite fechar a rede por baixo, formando um saco onde o peixe fica retido.